# Hayley Westenra (album)
Pour la chanteuse, voir Hayley Westenra.
Albums de Hayley Westenra
My Gift to You
(2001)
Hayley Westenra est le premier album d'Hayley Westenra. Il est sorti uniquement en Nouvelle-Zélande et en Australie.

## Description de l'album
Hayley Westenra est un mixe de pièces classiques, de chansons de comédies musicales et de folk.
Cet album de début est un succès immédiat pour la jeune chanteuse de tout juste 14 ans. Disque d'or dès son entrée dans les classements pop néo-zélandais, le RIANZ, il est no 1 et disque de platine dès sa deuxième semaine. Il se maintient à cette place pendant 4 semaines, il est triple  Platine dès sa 6e semaine et reste dans le top pendant 18 semaines. Il se vend à 55000 exemplaires.
Hayley devient alors l'artiste locale ayant vendu un album le plus rapidement dans l'histoire de la Nouvelle-Zélande.

## Liste des titres
| No  | Titre                                      | Auteur-compositeur                                                       | Durée |
| --- | ------------------------------------------ | ------------------------------------------------------------------------ | ----- |
| 1.  | Walking In The Air                         | Howard Blake                                                             |       |
| 2.  | Ave Maria (Bach)                           | J.S. Bach, Gounod                                                        |       |
| 3.  | Memory                                     | Andrew Lloyd Webber, Trevor Nunn                                         |       |
| 4.  | All I Ask Of You (en duo avec Shaun Dixon) | Andrew Lloyd Webber, Charles Hart, Richard Stilgoe                       |       |
| 5.  | Somewhere                                  | Leonard Bernstein                                                        |       |
| 6.  | The Mists Of Islay                         | Wishart Campbell, Gavin Creed                                            |       |
| 7.  | Ave Maria (Schubert)                       | Franz Schubert                                                           |       |
| 8.  | Bright Eyes                                | Mike Batt                                                                |       |
| 9.  | Pie Jesu                                   | Andrew Lloyd Webber                                                      |       |
| 10. | Wishing You Were Somehow Here Again        | Andrew Lloyd Webber, Charles Hart, Richard Stilgoe                       |       |
| 11. | I Dreamed a Dream                          | Herbert Kretzmer, Alain Boubil, Jean-Marc Natel, Claude-Michel Schönberg |       |
| 12. | Love Changes Everything                    | Andrew Lloyd Webber, Don Black, Charles Hart                             |       |

| 13. | God Defend New Zealand | John Joseph Woods, Thomas Bracken, Thomas Henry Smith |  |
| 14. | Amazing Grace (Live)   | Traditionnel                                          |  |